# Barylypa nigricans
Barylypa nigricans là một loài tò vò trong họ Ichneumonidae.